# Regra do paralelogramo

Um paralelogramo. Os lados estão desenhados em azul e as diagonais em vermelho.

Na matemática, a regra do paralelogramo (ou identidade do paralelogramo) é uma propriedade de geometria que relaciona a soma do quadrado dos lados de um paralelogramo com a soma do quadrado de suas diagonais. Essa propriedade pode ser generalizada para qualquer espaço vetorial munido de um produto interno e, em particular, para um espaço euclidiano.
Usando a notação do diagrama à direita, os lados são denotados (AB), (BC), (CD), (DA).  Em geometria Euclidiana, um paralelogramo tem os lados opostos iguais, de forma que (AB) = (CD) e (BC) = (DA). Assim, a lei pode ser expressa como:
{\displaystyle 2(AB)^{2}+2(BC)^{2}=(AC)^{2}+(BD)^{2}}
No caso em que o paralelogramo é um retângulo, as duas diagonais têm comprimentos iguais (AC) = (BD). Nesse caso, a identidade se reduz ao teorema de Pitágoras:
{\displaystyle 2(AB)^{2}+2(BC)^{2}=2(AC)^{2}}valor máximo da soma vetorial (v1+v2) = valor mínimo da soma vetorial (v1+v2) - para qualquer ângulo
Então, assim, todo losango é paralelogramo.

## Identidade do paralelogramo em espaços com produto interno
Em um espaço vetorial munido de um produto interno, uma norma pode ser definida a partir do produto interno:
{\displaystyle \|x\|^{2}=\langle x,x\rangle .}
Como consequência dessa definição, em um espaço vetorial munido de um produto interno, a identidade do paralelogramo é resultado de manipulações algébricas do produto interno. 
Suponhamos que esse seja um espaço vetorial real.
Sejam x e y elementos desse espaço vetorial, então:
{\displaystyle \|x+y\|^{2}=\langle x+y,x+y\rangle =\langle x,x\rangle +\langle x,y\rangle +\langle y,x\rangle +\langle y,y\rangle ,}
{\displaystyle \|x-y\|^{2}=\langle x-y,x-y\rangle =\langle x,x\rangle -\langle x,y\rangle -\langle y,x\rangle +\langle y,y\rangle .}
Adicionando essas expressões, estabelecemos a identidade do paralelogramo
{\displaystyle \|x+y\|^{2}+\|x-y\|^{2}=2\langle x,x\rangle +2\langle y,y\rangle =2\|x\|^{2}+2\|y\|^{2},}
Se x e y são ortogonais nesse espaço, então {\displaystyle \langle x,\ y\rangle =0} e a equação acima se reduz à
{\displaystyle \|x+y\|^{2}=\|x\|^{2}+\|y\|^{2},}
que corresponde ao teorema de Pitágoras.

## Espaços vetoriais normados satisfazendo a identidade do paralelogramo
Um fato notável é que pode se definir um produto interno para um espaço vetorial normado sobre R que satisfaz à identidade do paralelogramo. A demonstração desse fato é uma consequência direta das identidades de polarização. Para espaços de Banach complexos, demonstra-se o mesmo resultado a partir do Teorema de Von Neumann - Jordan.